# 알렉산더 샬렌베르크
알렉산더 게오르크 니콜라스 크리스토프 볼프강 타실로 샬렌베르크(독일어: Alexander Georg Nicolas Christoph Wolfgang Tassilo Schallenberg, 1969년 6월 20일 ~ )는 오스트리아의 외교관, 판사, 정치인으로 2021년 12월 6일 이래 오스트리아의 외무장관직을 역임하고 있다. 오스트리아 인민당(ÖVP) 소속으로, 2021년 10월 11일부터 12월 6일까지 총리로 재임하기 이전 제2차 제바스티안 쿠르츠 내각에서 외무장관을 지냈다.
유럽 컬리지를 졸업한 명문가 샬렌베르크 가문 출신으로, 직업 외교관으로 일하다가 외무장관 취임 후 쿠르츠의 조언가가 되었다. 쿠르츠는 그를 유럽부 부장 및 전략외교정책계획 이사장으로 임명했으며, 2019년에는 외무장관으로 임명되어 정식으로 입각했다. 2021년 10월 9일 쿠르츠가 총리직 사임 의사를 밝히자, ÖVP는 샬렌베르크를 새 총리 후보로 지명했으며, 그의 내각은 11일에 출범했다.
2021년 12월 2일, 취임한 지 2개월도 안 되어 사임 의사를 밝혔다.